# 静かな雨
『静かな雨』（しずかなあめ）は、日本の小説家宮下奈都による小説である。第98回文學界新人賞佳作入選作。2019年にAudibleで村上聡の朗読でオーディオブック化した。2020年に中川龍太郎監督により映画化された。

## 概要
著者の宮下が初めて執筆して完成させた小説である。本作執筆時、宮下は、3人目の子どもを妊娠しており、自分の時間がなくなってしまうことへの焦燥感に襲われて書いたという。

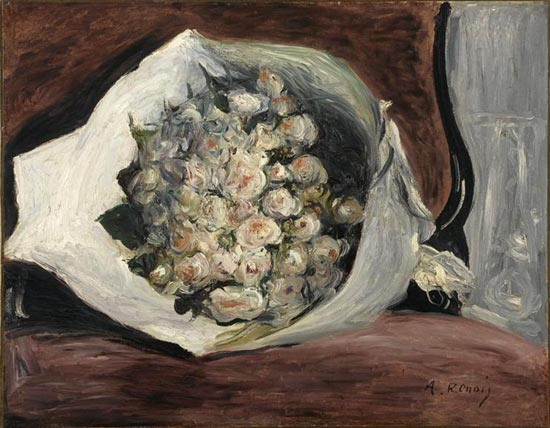
単行本の装画には、ルノワールの『桟敷席の花束』が用いられている。

2004年、第98回文學界新人賞の佳作に入選する。著者の小説家としてのデビュー作である。『文學界』2004年6月号に掲載される。加筆が施された後、2016年12月12日、文藝春秋より単行本が刊行される。装丁は、大久保明子による。装画には、ピエール＝オーギュスト・ルノワールの『桟敷席の花束』 (Bouquet dans une loge) が用いられている。
宮下は、「私を書くのが小説ではないかもしれないけれど、これだけ私の人生の詰まったものを書けといわれたらもう書けない。一世一代の、人生に一度しか書けない小説だったのだと思う」と語っている。

## あらすじ
足に先天的な麻痺があり、いつも松葉杖を使っている行助。ある年のクリスマスの日、会社が倒産したことを知らされる。行助は家に帰る途中、プレハブ建ての店で買ったたい焼きの美味しさに感激し、働いている女の子こよみに「美味しい」と伝える。やがて二人はときどき一緒にごはんを食べる仲に。ある日の朝、こよみは交通事故に遭う。3ヶ月ほど眠り続けたこよみは、新しい記憶を短期間しか留められない高次脳機能障害と診断される。

## 主な登場人物
行助（ゆきすけ）
大学の研究室で働いている。足に先天的な麻痺があり、足を引きずって歩いている。
こよみ
たい焼き屋の店員。交通事故により脳に傷害を負い、記憶を短期間しか留めておけなくなる。

## 書評
女優で作家の中江有里は、「不思議と悲壮感はない。この物語が病や過酷な状況に立ち向かうのではなく、「行助の世界」と「こよみさんの世界」のあり方を問うているからではないかと思う」と評価している。ダ・ヴィンチニュースには、「『静かな雨』と『羊と鋼の森』を読み比べてみると、その感性の鋭さが初期の頃から備わっていたことに気づくはずだ」との書評が掲載されている。

## 映画
『静かな雨』（しずかなあめ、It Stopped Raining）は、中川龍太郎監督、仲野太賀、衛藤美彩のダブル主演で2020年2月7日に公開された日本映画。乃木坂46の元メンバーである衛藤美彩にとって映画初出演にして初主演作品である。
『おおかみこどもの雨と雪』などで知られる高木正勝が音楽を手掛けた。
2019年10月の第24回釜山国際映画祭でワールドプレミア上映された。第20回東京フィルメックスのコンペティション部門に選出、2019年11月24日に国内初上映され、同映画祭にて観客賞を受賞した。

### キャスト
- 行助 - 仲野太賀
- こよみ - 衛藤美彩
- 斉藤真理 - 三浦透子
- 男子高校生 木村 - 坂東龍汰
- 医者 - 古舘寛治
- パチンコ屋店長 - 川瀬陽太
- こよみの母 - 河瀨直美
- 牧原貴志 - 萩原聖人
- 酔っぱらいの親父- 村上淳
- 教授 - でんでん
- 高校生 - 黒住尚生、東龍之介

### スタッフ
- 原作 - 宮下奈都『静かな雨』（文藝春秋刊）
- 監督 - 中川龍太郎
- 脚本 - 梅原英司、中川龍太郎
- 音楽 - 高木正勝
- 撮影 - 塩谷大樹
- 照明 - 西尾慶太
- 録音 - 伊豆田廉明
- 音響効果 - 柴崎憲治
- 美術 - 安藤秀敏、菊地実幸
- ヘアメイク - 榎本愛子
- スタイリスト - 都甲真名美
- 助監督 - 近藤有希
- 監督補佐 - 佐近圭太郎
- 制作担当 - 久保田辰也
- 編集 - 田巻源太
- スチール - 四方花林
- 製作 - WIT STUDIO
- 制作 - Tokyo New Cinema

### 出品
- 第24回釜山国際映画祭 キム・ジソク賞ノミネート
- 第20回東京フィルメックス コンペティション部門選出 観客賞受賞
- 第22回台北映画祭 アジア・プリズム部門選出
- 第23回上海国際映画祭

### 受賞
- 第20回東京フィルメックス 観客賞